# Hamidou Dia
Pour les articles homonymes, voir Dia.
Hamidou Dia (né le 4 août 1953 à Dakar et mort le 4 février 2018 dans la même ville) est un écrivain sénégalais.
À la fois poète et critique littéraire, il enseigne également la philosophie à Dakar.

## Biographie
Hamidou Dia est né le 4 août 1953 à Dakar. Il a grandi dans le nord du Sénégal, à Saldé près de Podor. Il étudie la philosophie à Dakar et à Paris. En 1995, il obtient un doctorat à l'Université Laval (Québec).  
Chroniqueur, critique littéraire, titulaire d'un Ph.D en littérature française, et d'un DEA de sociologie de la culture et des idéologies, lauréat du CAPES, il a enseigné en France, au Canada et au Sénégal.
Il est conseiller spécial du président de la République du Sénégal pour la culture et l'intégration
Hamidou Dia est citoyen d'honneur de la ville natale de Léopold Sédar Senghor : Joal.
Il est le parrain de la 1re promotion de Licence de l'Institut Mariste Supérieur (IMES) 2011.
Il décède le 4 février 2018 à Dakar.

## Œuvres

### Livres
- Les Sanglots de l’espoir, L'Harmattan, 1987
- Le Serment, Actuel, 1987
- Koumbi Saleh ou Les pâturages du ciel, NEAS, 1993
- Les Remparts de la mémoire, Présence africaine, 1999
- Poètes d’Afrique et de Antilles, la Table ronde, 2002
- Poésie africaine et engagement, Acoria, 2002
- L'Écho des jours, 2008 préface de Cheikh Hamidou Kane
- Présences, éditions Phœnix, 2011
- Aboubakry Kane, le dernier fils de la Grande Royale (avec Youssouph Mbargane Guissé), biographie, édition de l'Harmattan, 2013
- des études, des critiques, des chroniques dans différentes revues américaines, européennes et africaines

### Documentaires
- Ndiaga Mbaye, le maître de la parole
- Kalidou Kassé, le tisserand de la toile
- Aminata Sow Fall, la gardienne du temple
- De Karim à Batouala, naissance du roman nègre
- Aimé Césaire : le Kailcedrat Royal ; l'hommage du Sénégal (53 min)

## Distinctions
- Prix Jasmin d’Argent de la poésie francophone pour Les Remparts de la mémoire (1999)
- Chevalier de l'ordre national du Lion du Sénégal
- 1er prix d'excellence de la meilleure thèse de l'université Laval (Canada)